# هنري أكينو
هنري أكينو (بالإنجليزية: Henry Aquino)‏ هو سياسي أمريكي، ولد في 26 مايو 1977 في هونولولو في الولايات المتحدة. حزبياً، نشط في الحزب الديمقراطي. وقد انتخب عضو مجلس النواب في هاواي.